# Prionyx songaricus
Prionyx songaricus là một loài côn trùng cánh màng trong họ Sphecidae, thuộc chi Prionyx. Loài này được Eversmann miêu tả khoa học đầu tiên năm 1849.